# Joan Collins
Dame Joan Henrietta Collins (ur. 23 maja 1933 w Londynie) – angielska aktorka filmowa, telewizyjna i teatralna, producentka, przedsiębiorca i modelka, laureatka nagrody Złotego Globu i autorka bestsellerów.
W 1997 odznaczona Orderem Imperium Brytyjskiego IV klasy (OBE), a w 2015 królowa brytyjska Elżbieta II uhonorowała ją tymże orderem II klasy (DBE), co uprawnia Collins do szlacheckiego tytułu Dame.
W 1983 otrzymała własną gwiazdę w Alei Gwiazd w Los Angeles znajdującą się przy 6901 Hollywood Boulevard.

## Życiorys
Urodziła się w prywatnej klinice w Bayswater w City of Westminster, dzielnicy Centralnego Londynu. Była najstarszym z trojga dzieci brytyjskiej anglikanki Elsy Collins (z domu Bessant; 1906–1962) – nauczycielki tańca i hostessy nocnego klubu oraz urodzonego w Południowej Afryce Żyda Josepha Williama Collinsa (1902–1988), impresario i agenta teatralnego, którego klientami byli m.in. Shirley Bassey, The Beatles i Tom Jones. Otrzymała imię w hołdzie Joan Crawford, której fanką była matka Collins. Wychowywała się w rodzinie o artystycznych tradycjach (ze sceną byli związani m.in. jej pradziadkowie ze strony ojca oraz ciotki), pochodzącej z uprzywilejowanej klasy średniej i wyznającej tradycyjne wartości. Jej młodsza siostra Jackie (1937–2015) była pisarką powieści sensacyjno-obyczajowych (m.in. Żony Hollywoodu: Nowe pokolenie), a młodszy brat William „Bill” (ur. 1946) został agentem nieruchomości. Z kolejnego małżeństwa ojca (z Irene Korff) ma przyrodnią siostrę, Natashę.
Wychowywała się w Maida Vale, po wybuchu II wojny światowej wiele razy zmieniała z rodziną miejsce zamieszkania (mieszkała w Bognor Regis na wybrzeżu hrabstwa Sussex, w Maidenhead, w Ilfracombe i w Brighton), po czym osiedliła się w mieszkaniu przy Great Portland Street. Uczęszczała do szkoły dla dziewcząt St. Wilfred’s w Brighton i publicznej szkoły dla dziewcząt Francis Holland School w Londynie. Uczyła się także w Vacani School of Dance, a kiedy miała 12 lat, wstąpiła do szkoły teatralnej Cone-Ripmana i pobierała lekcje tańca baletowego w Tring Park Studios w Hertfordshire. Kiedy miała trzy lata, zagrała wróżkę w spektaklu teatralnym Why tye Fairies Cried. W 1945 wystąpiła w roli chłopca w przedstawieniu Ibsena Nora, czyli dom lalki (A Doll’s House) w The Arts Theatre. Studiowała aktorstwo w Royal Academy of Dramatic Art (RADA), jednak po roku przerwała naukę w związku z rozwojem kariery aktorskiej.

## Kariera
Jej pierwszym agentem był jej ojciec. Podczas studiów aktorskich pracowała jako pomocnica kierownika sceny i pomocnica inspicjenta w trupie teatralnej Eros Brothers, a także wystąpiła z trupą w epizodycznej roli służącej w spektaklu French Without Tears – naturellement. Pracowała okazjonalnie również jako fotomodelka – pozowała do zdjęć ilustrujących opowiadania w magazynach kobiecych (m.in. „Woman’s Own”) oraz do rozkładówek z modą dla nastolatek, a także trafiła na okładkę czasopisma „Good Taste”. Jej zdjęcia zostały umieszczone również w katalogu aktorów „Spotlight”.

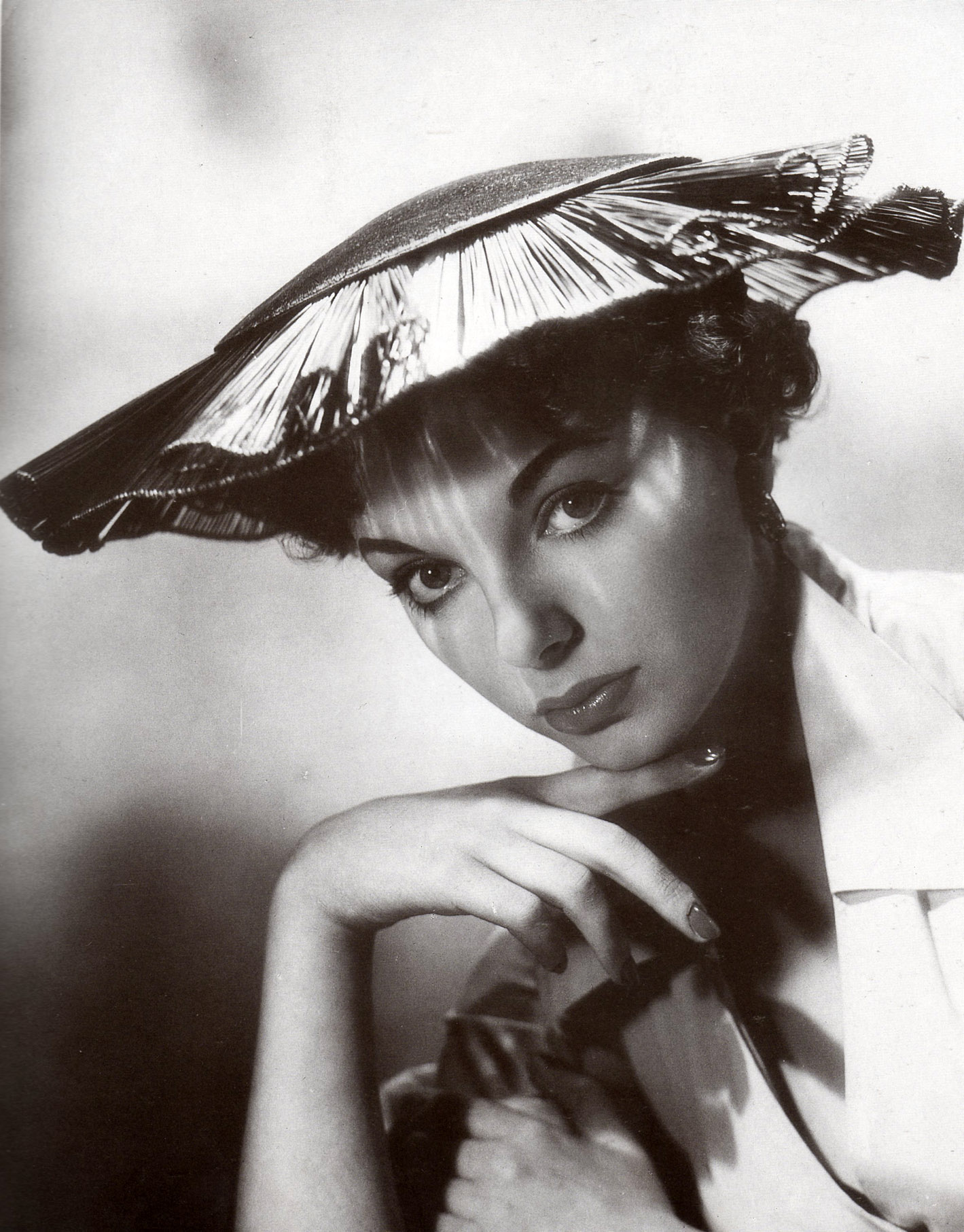
Collins podczas sesji zdjęciowej do filmu I Believe in You (1952)

Kiedy miała 17 lat, została dostrzeżona przez agenta teatralnego Billa Wattsa, za którego namową zadebiutowała jako aktorka filmowa, grając kandydatkę do tytułu Królowej Piękności w komedii Lady Godiva znów cwałuje (Lady Godiva Rides Again, 1951). Następnie zagrała grecką służebnicę w melodramacie Leslie Arliss Kobiecy punkt widzenia (The Woman’s Angle, 1952) oraz wzięła udział w zdjęciach próbnych do roli Penny, dziewczyny Steve’a "Canady" McKendricka, głównego bohatera filmu The Red Beret (1953). Uwagę prasy przykuła rolą Lil Carter w dramacie Judgement Deferred (1952). Jako nastolatka rozpoczęła również karierę sceniczną, występując w spektaklu Hulanka towarzystwa szczura (Rat’s Revel Society, 1952) na londyńskim West Endzie.
Po zagraniu uznanej przez krytyków roli Renee, młodej dziewczyny zniszczonej nałogami, w filmie Basila Deardena I Believe in You (1952) podpisała kontrakt na pięć lat z wówczas najważniejszą wytwórnią filmową w Anglii – The Rank Organization. Później zagrała młodą przyjaciółkę gangstera w Cosh Boy (1953) Lewisa Gilberta, dziewczynę boksera w The Square Ring (1953) Basila Deardena, nastoletnią prostytutkę w Turn the Key Softly (1953) Jacka Lee i rozpieszczoną bogaczkę w komedii Nasza panna Piętaszek (Our Girl Friday, 1953) Noela Langleya. Wizerunek łagodnej dziewczyny zaprezentowała za to w filmie Lewisa Gilberta The Good Die Young (1954). Odrzuciła propozycję zagrania głównej roli żeńskiej w dramacie kostiumowym Romeo i Julia, ponieważ nie zgodziła się na sugestie reżysera Renato Castellaniego, by poddała się operacji korekcyjnej nosa. Kontynuowała karierę teatralną, grając m.in. w spektaklach The Seventh Veil, Jassy i Claudia and David na scenie Q Theatre w Richmond. 

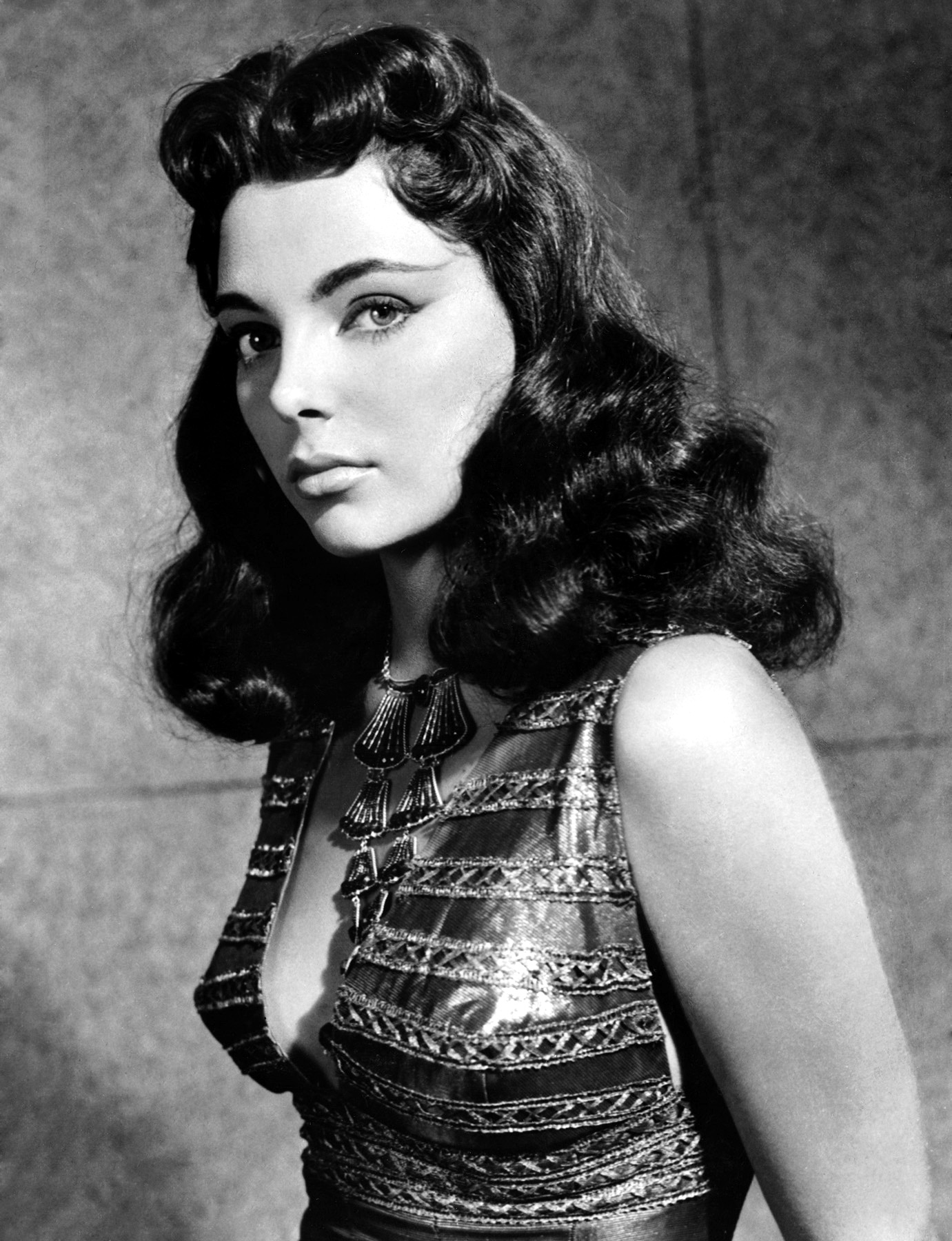
Collins w filmie Ziemia faraonów (1955)

Zwróciła na siebie uwagę branży rolą złej i ambitnej księżniczki Nellifer w wielkim widowisku Howarda Hawksa o budowaniu piramidy Ziemia faraonów (Land of the Pharaohs, 1955). Zaraz później podpisała kontrakt z wytwórnią 20th Century Fox, w której zadebiutowała rolą dwórki w filmie Henry’ego Kostera Królowa dziewica (The Virgin Queen, 1955) z Bette Davis.  Następnie wcieliła się w postać modelki i tancerki rewiowej Evelyn Nesbit w biograficznym dramacie kryminalnym Dziewczyna na czerwonej aksamitnej huśtawce (The Girl in the Red Velvet Swing, 1955). Z racji jej brytyjskiego akcentu, kłopotliwego na hollywoodzkich planach filmowych, zaczęła pobierać lekcje amerykańskiej wymowy u Jeffreya Huntera.

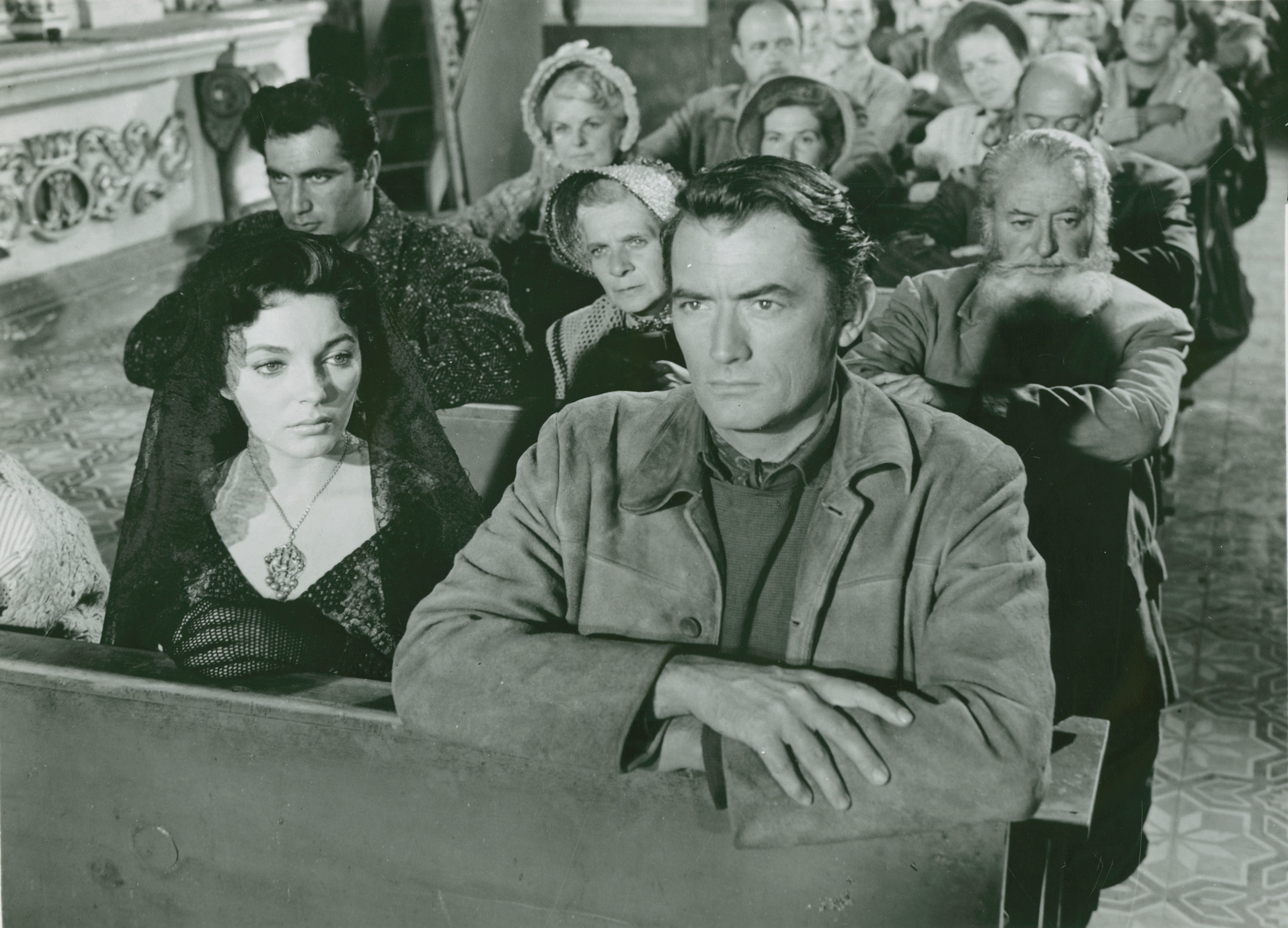
Collins i Gregory Peck w filmie Bravados (1958)

W drugiej połowie lat 50. zagrała m.in. uwodzicielkę Crystal Allen w filmie muzycznym Płeć przeciwna (The Opposite Sex, 1956) z Ann Miller i Leslie Nielsenem na podstawie sztuki Clare Boothe Luce Kobiety, a także młodą zakonnicę, która po katastrofie statku trafia na wyspę z trzema mężczyznami, w dramacie wojennym Boba McNaughta Morska Żona (Sea Wife, 1957) z Richardem Burtonem, Jocelyn Fleury w dramacie Roberta Rossena Island in the Sun (1957), który po latach określiła jako „kompletną klapę”, Tinę Llewellyn w filmie kryminalnym Stopover Tokyo (1957), Angelę Hoffę w komedii Lea McCareya Awantura w Putman’s Landing (Rally Round the Flag, Boys!, 1958), dziewczynę lekkich obyczajów w dramacie Victora Vicasa Zagubiony autobus (The Wayward Bus, 1957) z Jayne Mansfield i Josefę Velarde w westernie Henry’ego Kinga Bravados (The Bravados, 1958) z Gregorym Peckiem. Wzięła także udział w zdjęciach próbnych do tytułowej roli w dramacie kostiumowym Kleopatra (1963). Poza występami w kolejnych filmach, w marcu 1958 wręczyła Oscara za najlepszy film na 30. ceremonii wręczenia Nagród Akademii Filmowej w Los Angeles, a na gali w następnym roku zaśpiewała z Angelą Lansbury i Daną Wynter utwór „It's Great Not to Be Nominated” prześmiewczo opisujący aktorki nominowane do Oscara dla najlepszej aktorki pierwszoplanowej, a także – razem z pozostałymi uczestnikami gali – zaśpiewała refren piosenki „There’s No Business Like Show Business”.
W latach 60. zagrała m.in. w tytułową Esterę w biblijnym dramacie Estera i król (Esther and the King, 1960), striptizerkę w komedii kryminalnej Henry’ego Hathawaya Wyprawa siedmiu złodziei (Seven Thieves, 1960), Diane w komedii Normana Panamy Droga do Hong Kongu (The Road to Hong Kong, 1962) z Bobem Hope’em i Bingiem Crosbym oraz Jane w Koniunkturze (La Congiuntura, 1964) z Vittorio Gassmanem Odrzuciła rolę Clary w dramacie Jacka Cardiffa Synowie i kochankowie (Sons and Lovers, 1960).
Po urodzeniu dwójki dzieci (córki w 1963 i syna w 1965) zrobiła sobie przerwę w karierze i poświęciła się życiu rodzinnemu. W 1968 razem z mężem, Anthonym Newleyem, i kilkoma przyjaciółmi z Hollywood, otworzyła ekskluzywny klub nocny „The Factory” przy Robertson Drive w Los Angeles. Powróciła do działalności aktorskiej występami w serialach telewizyjnych. Zagrała Edith Keller, narzeczoną Kapitana Kirka (William Shatner), w serialu NBC Star Trek (1967; odc. „The City on the Edge of Forever”) oraz boginię Lorelei „Siren” Circe w trzecim sezonie serialu ABC Batman (1967; odc. „Ring Around the Riddler” i „The Wail of the Siren”). W kolejnych latach wystąpiła gościnnie również w serialach: Kryptonim U.N.C.L.E., Sierżant Anderson, Future Cop, Run for Your Life, Detektywi z wyższych sfer, Switch, Tales of an Unexpected/Neck i Georgy-Porgy.

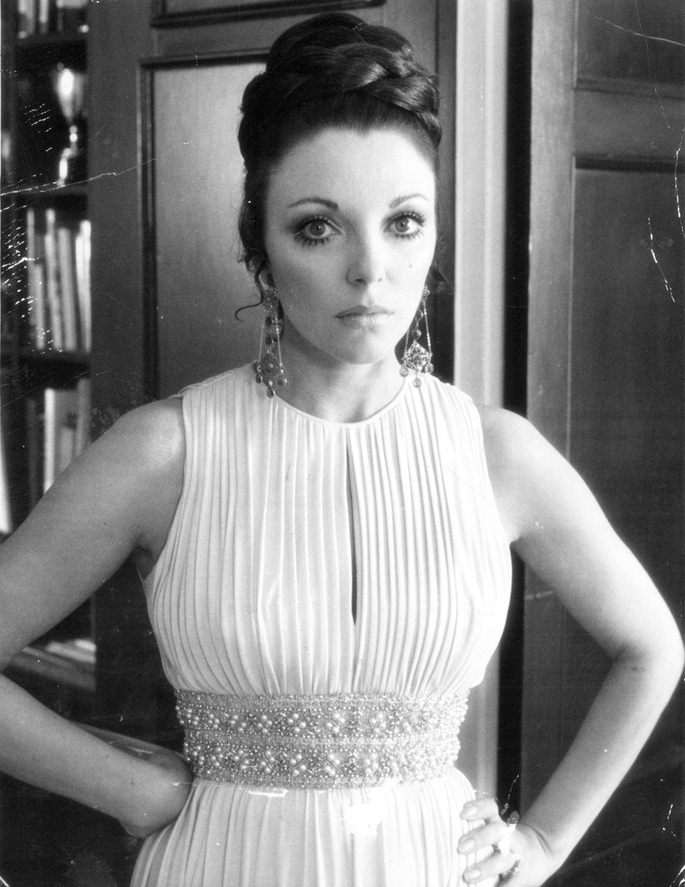
Collins w filmie Drive Hard, Drive Fast (1973)

Wróciła na wielkie ekrany główną rolą kobiecą (Polyester Poontang) w filmie autobiograficznym Anthony’ego Newleya Can Hieronymus Merkin Ever Forget Mercy Humppe and Find True Happiness? (1969). Przez kolejne półtorej dekady ystąpiła w niskobudżetowych filmach, m.in. w thrillerach: Subterfuge (1968), Egzekutor (The Executioner, 1970), Zemsta (Revenge, 1971), State of Siege: Temple Attack (1972), Nocne lęki (Fear in the Night, 1972), a także w komediach: Jeśli dziś wtorek, to jesteśmy w Belgii (If It’s Tuesday, This Must Be Belgium, 1969), Three in the Cellar (1970) i Zero to Sixty (1978), oraz w horrorach: Opowieści z krypty (Tales from the Crypt, 1972) i Ciemne miejsca (Dark Places, 1974), jak też w melodramacie sci-fi W poszukiwaniu miłości (Quest for Love, 1971), czarnej komedii Różne drogi szaleństwa (Tales That Witness Madness, 1973), komediodramacie Kochany Alfie (Alfie Darling, 1975) i filmie neo-noir Wielki sen (The Big Dream, 1978), jednak żaden z filmów nie osiągnął szczególnego sukcesu komercyjnego. W tym okresie przeżyła kryzys kariery, dlatego – kierowana głównie potrzebą zarobku – przyjęła propozycje występów m.in. w telewizyjnych programach rozrywkowych The Bing Crosby Show i The Bob Hope Special.

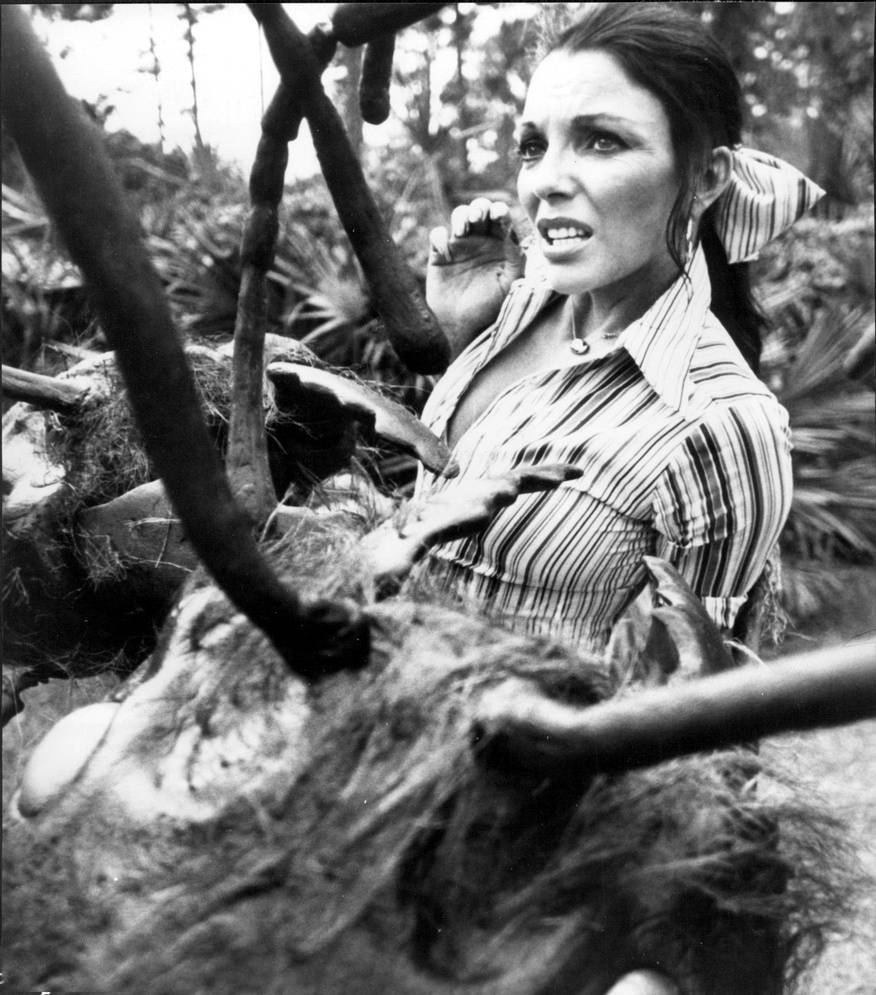
Collins w filmie Imperium mrówek (1977)

Za występ w roli Marilyn Fryser w filmie fantastycznonaukowym Berta I. Gordona Imperium mrówek (Empire of the Ants, 1977), który po latach określiła jako „niskobudżetową chałę”, otrzymała nominację do nagrody Saturna. Za pieniądze zarobione m.in. dzięki występowi w tym filmie wspomogła produkcję filmowej adaptacji bestsellerowej powieści autorstwa swojej rodzonej siostry Jackie Collins Ogier (The Stud, 1978), a także jej kontynuacji – dramatu Dziwka (The Bitch, 1979); w obu filmach zagrała główną rolę kobiecą, Fontaine Khaled. Po występie w filmie zyskała wizerunek seksbomby, a w 1979 została uznana za najseksowniejszą kobietę świata w ankiecie przeprowadzonej wśród Anglików.
Po występie w roli Kleopatry w jednym z odcinków serialu telewizyjnego Fantasy Island (1980) otrzymała od Aarona Spellinga, producenta serialu, propozycję zagrania podstępnej i przebiegłej Alexis Carrington-Colby w operze mydlanej ABC Dynastia (Dynasty, 1981–1989). Rola w serialu przyniosła jej największe uznanie widzów i międzynarodową popularność, a także Złoty Glob dla najlepszej aktorki w serialu dramatycznym w 1983 i wielokrotnie nominacje do innych nagród, m.in. Emmy. Za podwójną rolę macochy/czarownicy w spektaklu Jaś i Małgosia, który zrealizowała dla telewizyjnego cyklu Faerie Tale Theatre, otrzymała nagrodę National Cable TV Association dla najlepszej aktorki. Kontynuując pracę przy Dynastii, zagrała Kay Dillon w dramacie romantycznym Aarona Spellinga The Making of a Male Model (1983) z Jonem-Erikiem Hexumem i gwiazdę telewizji Cartier Rand w komedii Diamentowa afera (The Cartier Affair, 1984) z Davidem Hasselhoffem. W latach 80. zagrała także w jednym odcinku serialu Statek miłości (The Love Boat, 1983; odc. „Captain’s Crush”) i była bohaterką programu telewizyjnego The Dean Martin Celebrity Roast: Joan Collins (1984) w NBC. W 1984 odsłoniła własną gwiazdę na Hollywood Boulevard. Została producentką miniseriali CBS, w których zagrała główne role: Hélène Junot w Grzechach (Sins, 1986) i Katrinę Petrowną w Monte Carlo (1986).
W maju 1980 powróciła na teatralną scenę tytułową rolą w cieszącej się popularnością sztuce Ostatnia pani Cheyney (The Last of Mrs. Cheyney), najpierw wystawianej w Chichester Festival Theatre, a od stycznia 1981 w Cambridge Theatre w Londynie. Następnie zagrała w spektaklach: Murder in Mind, Skóra naszych zębów (The Skin of Our Teeth), Siedem woalek (The Seventh Veil), Klaudia i Dawid (Claudia & David) i Modliszka (The Praying Mantis). W październiku 1985 była jedną z konferansjerek podczas Royal Variety Performance w Theatre Royal w Londynie, gdzie spotkała się z królową Elżbietą II. Zebrała znakomite recenzje za rolę Amandy Prynne w komedii Noela Cowarda Osobiste życie (Private Lives, 1990–1992), która stała się wydarzeniem kulturalnym na West Endzie i Broadwayu.
W 1991 powróciła do roli Alexis w filmie telewizyjnym ABC Dynastia: Pojednanie oraz została współproducentką programu telewizyjnego BBC Tonight at 8.30, na którego potrzeby zagrała role w ośmiu półgodzinnych spektaklach, m.in.: Shadow Play, Hands Across the Sea, Fumed Oak i A Family Album. Wystąpiła gościnnie w jednym z odcinków serialu komediowego Roseanne (1993). Również w latach 90. zagrała podwójną rolę – snobistyczną intrygantkę Helen i nowobogacką Sybil – w komediodramacie Stevena Berkoffa Dekadencja, Camillę Ashley w filmie kryminalnym Michaela Tuchnera Państwo Hart: Małżeński poker (Hart to Hart: Two Harts in Three-Quarters Time, 1995) i agentkę Margarettę D’Arcy w nagradzanej komedii Kennetha Branagha W środku mrocznej zimy (In the Bleak Midwinter, 1995), która otrzymała m.in. nagrodę Osello d’Oro na festiwalu filmowym w Wenecji. Podczas 52. ceremonii wręczenia Złotych Globów w 1995 ogłosiła z Lou Diamondem Phillipsem zdobywcę nagrody dla najlepszego miniserialu lub filmu telewizyjnego. W nowym tysiącleciu m.in. zagrała w spektaklach: Listy miłosne (Love Letters, 2000), Ponad księżyc (Over the Moon, 2001), Cały cyrk (Full Circle, 2004) i Legendy! (Legends!, 2006), a także w teledysku do piosenki „Pissing in the Wind” (2001) Badly Drawn Boya.
Równolegle z karierą aktorską zajęła się działalnością pisarską. Napisała dwie książki autobiograficzne: Past Imperfect (1985) i Drugi akt (Second Act, 1996), pięć powieści: Prime Time, Love, Desire & Hate, Niezwykle sławna (Too Damn Famous), Star Quality i Misfortune’s Daughters, a także poradniki o zdrowiu i urodzie: Beauty Book, Moje tajemnice (Health, Youth and Happiness: My Secrets), My friend’s secrets i Joan’s way.

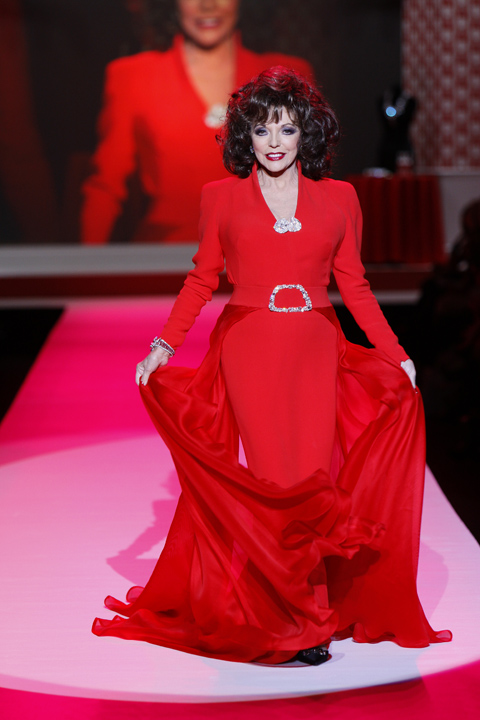
Collins (2010)

Wystąpiła w telewizyjnych spotach reklamowych wielu marek, takich jak m.in. Cinzano (1978–1983; z Leonardo Rossiterem), British Airways, Sanyo Electric (1986), Marks & Spencer (2002), Old Navy (2004) i Snickers (2012) i Valentino (2019). Wypuściła własną kolekcję oprawek do okularów (dla marki Marine Optical), kapeluszy, biżuterii i bielizny oraz linię perfum „Spectacular” (dla Parlux Fragrances). Jej zdjęcia były publikowane na okładkach magazynów, takich jak „Life”, „TV Guide”, „Vanity Fair”, „Cosmopolitan”, „People”, „Attitude”, „Playgirl”, „Playboy”, „Film”, „Harper’s Bazaar” i „Interview”.
Jest zaangażowana w działalność instytucji działających m.in. w obronie praw dziecka, na rzecz dzieci upośledzonych i kalekich oraz na rzecz kobiet zagrożonych rakiem piersi. Została członkinią komitetu Filadelfijskiego Instytutu Badania Mózgu oraz Krajowego Towarzystwa Zapobiegania Okrucieństwu Wobec Dzieci. Współtworzyła Fundację Kerland pomagającą chorym dzieciom. Działała w Międzynarodowej Fundacji na rzecz Uczenia się Inwalidztwa. W 1987 otworzyła skrzydło im. Joan Collins w szpitalu dziecięcym w Detroit. Jest fundatorką jednej z części szpitala dziecięcego w Michigan. Została wyróżniona w 1987 nagrodą Variety Clubs International za „osiągnięcia artystyczne i humanitarne”.

## Życie prywatne

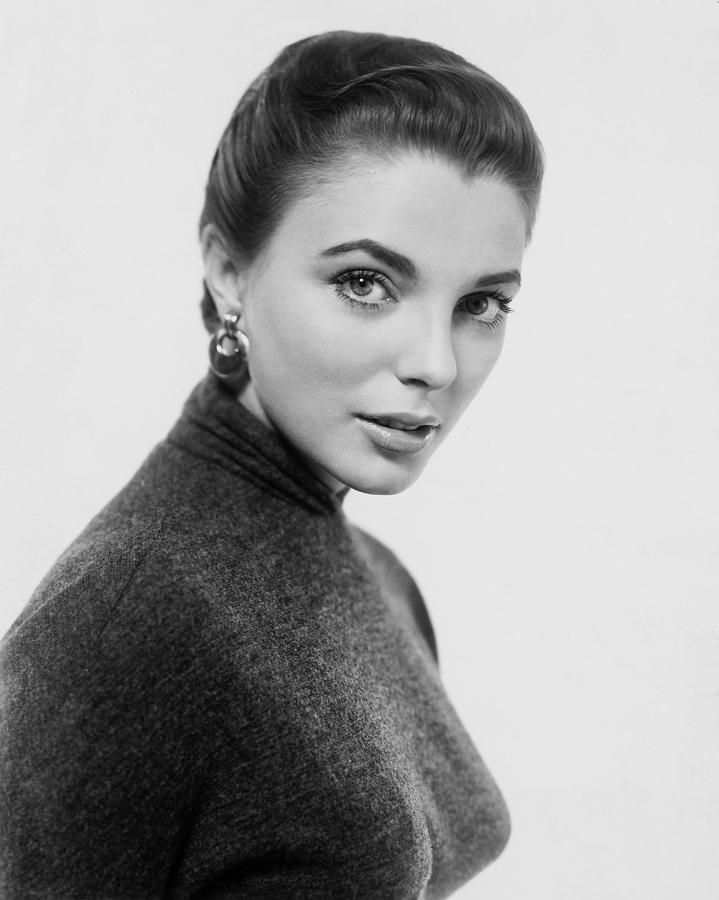
Collins (1954)

W okresie studiów była związana z Johnem Turberem. Od 24 maja 1952 do 1956 jej pierwszym mężem był aktor Maxwell Reed (ur. 1919, zm. 1974), który próbował sprzedać ją arabskiemu szejkowi za 10 tys. funtów brytyjskich. W latach 60. była zaręczona z aktorem Warrenem Beattym, jej narzeczonym był także producent filmowy Arthur Loew jr. W latach 1963–1971 jej mężem był piosenkarz i aktor Anthony Newley (ur. 1931), z którym ma córkę Tarę Cynarę (ur. 12 października 1963) i syna Alexandra „Sashę” Anthony’ego (ur. 8 listopada 1965). W latach 1972–1985 była żoną producenta Ronalda S. Kassa (ur. 1935), z którym ma córkę Katyanę Kennedy (ur. 20 czerwca 1972). W latach 1985–1987 jej mężem, a zarazem menedżerem, był piosenkarz Peter Holm (ur. 1947). W latach 1987–2001 pozostawała w nieformalnym związku z Robinem Hurlstone’em. 17 lutego 2002 poślubiła menedżera teatralnego, Percy’ego Gibsona (ur. 1966). Ponadto nawiązała romanse ze sławnymi mężczyznami, takimi jak m.in. Dennis Hopper, Nicky Hilton, Sydney Chaplin (w latach 1954–1955), Jon-Erik Hexum (1983), a także: Dean Martin, James Dean, Michael Winner, Terence Stamp, Robert Evans, Ryan O’Neal, Larry Hagman (1949–1950), Stephen Boyd (1956), Harry Belafonte (1957), Rafael Trujillo (1958), Jeffrey Hunter (1958), Paul Newman (1958), Marlon Brando (1959), William Shatner (1967) i George Hamilton (1986).
Ma dwie wnuczki, Miel Celeste (ur. 5 października 1998 – córka Tary Newley i kompozytora Michaela Adama) i Avę Grace Newley (ur. w lipcu 2004 – córka jej syna Sachy i Angeli Tassoni), oraz jednego wnuka Westona. Jest matką chrzestną Cary Delevingne.
W latach 60. razem z drugim mężem, Anthonym Newleyem, kupiła dom przy 1151 Summit Drive w Beverly Hills. W latach 1972–1975 z trzecim mężem, Ronem Kassem, miała dom przy Sheldon Avenue w Hampstead. Miała także willę w Marbelli, kilka domów w Beverly Hills (przy Chalette Drive, Carolyn Way, Bowmont Drive) i posiadłość w Holmbury St Mary, jednak w latach 80. – z wyjątkiem nieruchomości przy Bowmont Drive – musiała je sprzedać w celu spłaty zadłużeń spowodowanych przez męża. Z czwartym mężem, Peterem Holmem, kupiła dom przy Porcie Grimaud na Riwierze Francuskiej, ale po rozwodzie go sprzedała. Jeszcze przed orzeczeniem czwartego rozwodu zamieszkała w domu przy Cabrillo Drive w Beverly Hills, który sprzedała pod koniec lat 80., po czym zamieszkała w willi we wsi Croix-Valmer w Prowansji.

## Nagrody i nominacje
| Rok  | Nagroda                                      | Kategoria                                | Tytuł                                        | Rezultat  |
| ---- | -------------------------------------------- | ---------------------------------------- | -------------------------------------------- | --------- |
| 1978 | Saturn                                       | Najlepsza aktorka                        | Imperium mrówek (Empire of the Ants, 1977)   | Nominacja |
| 1982 | Złote Jabłko                                 | –                                        | –                                            | Wygrana   |
| 1983 | Złoty Glob                                   | Najlepsza rola kobieca w serialu         | Dynastia                                     | Nominacja |
| 1984 | Emmy                                         | Wyróżniająca się rola w serialu          | Dynastia                                     | Nominacja |
| 1984 | Soap Opera Digest Award                      | Najlepsza rola kobieca serialu           | Dynastia                                     | Wygrana   |
| 1985 | Soap Opera Digest Award                      | Najlepsza rola kobieca serialu           | Dynastia                                     | Wygrana   |
| 1985 | Nagroda Publiczności (People’s Choice Award) |                                          | Dynastia                                     | Wygrana   |
| 1985 | Złoty Glob                                   | Najlepsza aktorka w serialu dramatycznym | Dynastia                                     | Nominacja |
| 1986 | Złoty Glob                                   | Najlepsza aktorka w serialu dramatycznym | Dynastia                                     | Nominacja |
| 1987 | Złoty Glob                                   | Najlepsza aktorka w serialu dramatycznym | Dynastia                                     | Nominacja |
| 1999 | Złota Kamera                                 | –                                        | –                                            | Wygrana   |
| 2001 | Złota Nimfa                                  | –                                        | –                                            | Wygrana   |
| 2001 | Złota Malina                                 | Najgorsza aktorka drugoplanowa           | Flintstonowie: Niech żyje Rock Vegas! (2000) | Nominacja |

## Filmografia

### Filmy kinowe/wideo
- 1951: Lady Godiva znów cwałuje (Lady Godiva Rides Again) jako kandydatka do tytułu Królowej Piękności
- 1952: Twardy chłopak (Cosh Boy) jako Rene Collins
- 1952: Kobiecy punkt widzenia (The Woman’s Angle) jako Marina
- 1952: Sprawa odroczona (Judgment Deferred) jako Lil Carter
- 1952: Wierzę w ciebie (I Believe in You) jako Norma Hart
- 1953: Noce z Dekamerona (Decameron Nights) jako Pampinea/Maria
- 1953: Przekręć klucz delikatnie (Turn the Key Softly) jako Stella Jarvis
- 1953: The Square Ring jako Frankie
- 1953: Nasza panna Piętaszek (Our Girl Friday) jako Sadie Patch
- 1954: Dobry umiera młodo (The Good Die Young) jako Mary Halsey
- 1955: Dziewczyna na czerwonej aksamitnej huśtawce (The Girl in the Red Velvet Swing) jako Evelyn Nesbit
- 1955: Królowa dziewica (The Virgin Queen) jako Beth Throgmorton
- 1955: Ziemia faraonów (Land of the Pharaohs) jako księżniczka Nellifer
- 1956: Wojna płci (The Opposite Sex) jako Crystal Allen
- 1957: Zagubiony autobus (The Wayward Bus) jako Alice Chicoy
- 1957: Wyspa w słońcu (Island in the Sun) jako Jocelyn Fleury
- 1957: Żona marynarza (Sea Wife) jako żona marynarza
- 1957: Zatrzymać nad Tokio (Stopover Tokyo) jako Tina Llewellyn
- 1958: Bravados (The Bravados) jako Josefa Velarde
- 1958: Awantura w Putman’s Landing (Rally 'Round the Flag, Boys!) jako Angela Hoffa
- 1960: Siedmioro złodziei (Seven Thieves) jako Melanie/Madame De La Cruz
- 1960: Estera i król (Esther and the King) jako Estera
- 1962: Droga do Hongkongu (The Road to Hong Kong) jako Diane (Trzeci agent Eszelonu)
- 1965: Koniunktura (La Congiuntura) jako Jane
- 1967: Strzał ostrzegawczy (Warning Shot) jako Joanie Valens
- 1968: Przebiegłość (Subterfuge) jako Anne Langley
- 1969: Krótka miłość (L’Amore breve) jako Roberta
- 1969: Może Hieronymous Merkin kiedyś zapomni o litości Humppe i odkryje prawdę szczęśliwą? (Can Hieronymus Merkin Ever Forget Mercy Humppe and Find True Happiness?) jako Polyester Poontang
- 1969: Jeśli dziś wtorek – jesteśmy w Belgii (If It’s Tuesday, This Must Be Belgium) jako dziewczyna na Sidewalk
- 1970: Oprawca (The Executioner) jako Sarah Booth
- 1970: W lochu (Up in the Cellar) jako Pat Camber
- 1971: Zemsta (Revenge) jako Carol Radford
- 1971: W poszukiwaniu miłości (Quest for Love) jako Ottilie/Tracy Fletcher
- 1972: Opowieści z krypty (Tales from the Crypt) jako Joanne Clayton
- 1972: Postrach nocy (Fear in the Night) jako Molly Carmichael
- 1973: Ciemne miejsca (Dark Places) jako Sarah
- 1973: Różne drogi szaleństwa (Tales that Witness Madness) jako Bella Thompson
- 1974: Szalona piłka nożna (L’Arbitro) jako Elena Sperani
- 1975: Kochany Alfie (Alfie Darling) jako Fay
- 1975: Nie potrzebuje być urodzony (I Don’t Want to Be Born) jako
- 1975: Wielka przygoda (Il Richiamo del lupo) jako Sonia Kendall
- 1976: Pominięcie (Il Pomicione)
- 1977: Policja się boi (Poliziotto senza paura) jako Brigitte
- 1977: Imperium mrówek (Empire of the Ants) jako Marilyn Fryser
- 1978: Wielki sen (The Big Sleep) jako Agnes Lozelle
- 1978: Zero do sześciu (Zero to Sixty) jako Gloria Martine
- 1978: Ogier (The Stud) jako Fontaine Khaled
- 1979: Dziwka (The Bitch) jako Fontaine Khaled
- 1979: Opalenizna (Sunburn) jako Nera
- 1979: Gra dla sępów (A Game for Vultures) jako Nicolle
- 1982: Dziadek do orzechów (Nutcracker) jako pani Laura Carrere
- 1982: Praca domowa (Homework) jako Diane
- 1994: Dekadencja (Decadence) jako Helen/Sybil
- 1995: W środku mrocznej zimy (In the Bleak Midwinter) jako Margaretta D’Arcy
- 1999: Józef i cudowny płaszcz snów w technikolorze (Joseph and the Amazing Technicolor Dreamcoat) jako pani Potyfar
- 1999: Potajemny ślub (The Clandestine Marriage) jako pani Heidelberg
- 2000: Flintstonowie: Niech żyje Rock Vegas! (The Flintstones in Viva Rock Vegas) jako Pearl Slaghoople
- 2004: Prestiż, splendor i blask (Ellis in Glamourland) jako Susan
- 2006: Mój przyjaciel Ozzie jako Max Happy

### Filmy TV
- 1972: Człowiek, który przyszedł na obiad (The Man Who Came to Dinner) jako Lorraine Sheldon
- 1973: Drive Hard, Drive Fast jako Carole Bradley
- 1982: Papierowe lalki (Paper Dolls) jako Racine
- 1982: Dzika kobieta i cnotliwy kanion (The Wild Women of Chastity Gulch) jako Annie McCulloch
- 1983: Wśród modeli (Making of a Male Model) jako Kay Dillon
- 1984: Jej życie jako człowieka (Her Life as a Man) jako Pam Dugan
- 1984: Diamentowa afera (The Cartier Affair) jako Cartier Rand/Marilyn Hallifax
- 1986: Monte Carlo jako Katrina Petrovna
- 1991: Czerwoni Pepperzy (Red Peppers) jako Lily Pepper
- 1991: Dynastia: Pojednanie (Dynasty: The Reunion) jako Alexis Carrington Colby
- 1993: Powrót Mamy (Mama’s Back) jako Tamara Hamilton
- 1995: Królewska Przygoda Annie (Annie: A Royal Adventure!) jako lady Edwina Hogbottom
- 1995: Hart dla Hart: Dwoje Hartów w 3/4 czasu (Hart to Hart: Two Harts in 3/4 Time) jako lady Camilla
- 1998: Zabójczy podstęp (Sweet Deception) jako Arianna, matka Risy
- 2001: Wieczny blask gwiazd (These Old Broads) jako Addie Holden

### Seriale TV
- 1964: Ludzka dżungla (The Human Jungle) jako Liz Kross
- 1966: Wyścig dla twojego życia (Run for Your Life) jako Gilian Wales
- 1966: Człowiek z U.N.C.L.E. (The Man from U.N.C.L.E.) jako baronowa Bibi De Chasseur/Rosy Shlagenheimer
- 1967: Star Trek jako Edith Keeler
- 1967: Wirgiński (The Virginian) jako Lorna Marie Marshall
- 1967: Batman jako Syrena
- 1967: Godzina Danny’ego Thomasa (The Danny Thomas Hour) jako Myra
- 1969: Mission: Impossible jako Nicole Vedette
- 1972: Partnerzy (The Persuaders!) jako Sidonie
- 1972: Człowiek, który przyszedł na obiad (Hallmark Hall of Fame – The Man Who Came to Dinner) Lorraine Sheldon
- 1973: Wielkie tajemnice (Great Mysteries) jako Jane Blake
- 1975: Ellery Queen jako lady Daisy Frawley
- 1975: Zamiana (Switch) jako Jackie Simon
- 1975: Kosmos 1999 (Space: 1999) jako Kara
- 1975: Zamiana (Switch) jako Jackie Simon
- 1976: Sierżant Anderson (Police Woman) jako Prudence
- 1976: Baretta jako Lynn Stiles
- 1976: Bankierzy (Arthur Hailey’s the Moneychangers) jako Avril Devereaux
- 1976: Gibbsville jako Andrea
- 1976: Sierżant Anderson (Police Woman) jako Lorelei Frank
- 1977: Fantastyczny Journe (The Fantastic Journey) jako Królowa Halyana
- 1977: Futurystyczny gliniarz (Future Cop) jako Eve Di Falco
- 1977: Starsky i Hutch (Starsky and Hutch) jako Janice
- 1979: Niespodzianki (Tales of the unexpected) jako Natalia Turton
- 1980: Bernie
- 1980: Niespodzianki (Tales of the unexpected) jako Suzy Starr
- 1980: Fantatyczna wyspa (Fantasy Island) jako Lucy Atwell
- 1980: Niespodzianki (Tales of the unexpected) jako Clare Duckworth/Julia Roach
- 1981-89: Dynastia (Dynasty) jako Alexis Morrell Carrington Colby Dexter Rowan
- 1983: Statek miłości (The Love Boat) jako Janine Adams
- 1983: Teatralne opowieści z krainy Faerie – Jaś i Małgosia (Faerie Tale Theatre – Hansel and Gretel) jako Macocha/Czarownica
- 1986: Grzechy (Sins) jako Helene Junot
- 1990: Moja Riviera (My Riviera)
- 1991: Wieczorem koło 8.30 (Tonight at 8.30) jako Piggie Gilpin/Red Peppers/Lily Pepper/Leonora Vail/Lavinia/Doris Gow/Stella Cartwright/Myrtle Bagot
- 1993: Roseanne jako Ronnie, kuzynka Roseanne
- 1996: Pomoc domowa (The Nanny) jako Joan Sheffield
- 1997: Pacific Palisades jako Christina Hobson
- 2000: Will & Grace jako Helena Barnes
- 2002: Guiding Light jako Alexandra ‘Alex’ Spaulding von Halkein Thorpe #3
- 2005: Niewolnictwo i stworzenie Ameryki (Slavery and the Making of America)
- 2006: Hotel Babylon jako lady Imogen Patton
- 2006: Żony piłkarzy (Footballers’ Wives) jako Eva De Wolffe
- 2012: Szczęśliwi rozwodnicy (Happily Divorced) jako ona sama, pracodawczyni Petera
- 2018: American Horror Story jako Evie Gallant / Bubbles McGee

## Publikacje

### Biograficzne
- Past Imperfect: An Autobiography (1978)
- The Joan Collins Beauty Book (1980)
- Katy: A Fight for Life, A Memoir (1982)
- Portraits of a Star (1987)
- My Secrets (1994)
- Health, Youth and Happiness: My Secrets (1995)
- Second Act: An Autobiography (1996)
- My Friends Secrets (1999)
- Joan’s Way: Looking Good, Feeling Great (2002)
- The Art of Living Well: Looking Good, Feeling Great (2007)

### Powieści
- Prime Time (1988)
- Love and Desire and Hate (1990)
- Too Damn Famous (1995)
- Infamous, a novel (1996)
- Star Quality (2002)
- Misfortune’s Daughters (2004)

### Inne
- A Touch of Collins – Joe Collins, Columbus Books (1986)
- Joan Collins: The Biography of an Icon – Graham Lord, Orion (2007) – nieautoryzowana